# (56000) Mesopotamia
(56000) Mesopotamia (1998 SN144) – planetoida z pasa głównego asteroid okrążająca Słońce w ciągu 3,65 lat w średniej odległości 2,37 j.a. Odkryta 20 września 1998 roku.